# Piedras (metropolitana di Buenos Aires)
Piedras è una stazione della linea A della metropolitana di Buenos Aires.
Prende il nome dalla battaglia di Las Piedras, combattuta nel 1812 tra l'esercito del generale Manuel Belgrano e le truppe del generale Pío de Tristán lungo il Rio de las Piedras.

## Storia
La stazione è stata inaugurata il 1º dicembre 1913 con il primo tratto della linea.
Nel 1997 la stazione è stata dichiarata monumento storico nazionale.

## Interscambi
Nelle vicinanze della stazione effettuano fermata diverse linee di autobus urbani ed interurbani.
- Fermata autobus

## Servizi
La stazione dispone di:
- Biglietteria automatica